# باريس سان جيرمان موسم 2014–15
موسم 2014–2015 هو الموسم الخامس والأربعون من مواسم مواسم نادي باريس سان جيرمان الفرنسي،

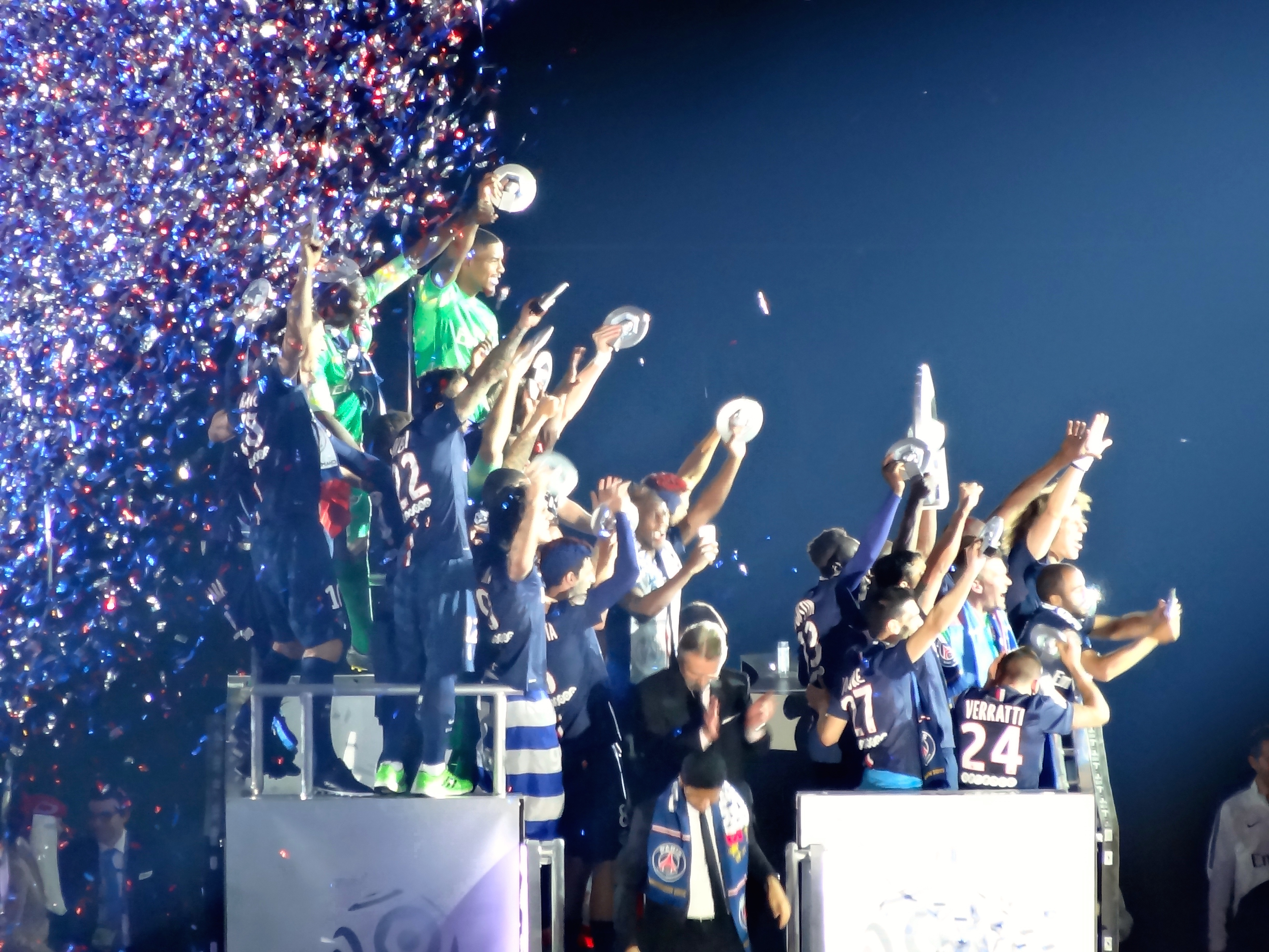
لاعبو باريس سان جيرمان وهم يحتفلون بلقب بطولة الدوري يوم 23 مايو 2015

بدأ باريس هذا الموسم كما بدأ سابقيه بتتويجه ببطولة كأس الأبطال الفرنسي (وهو بمثابة السوبر؛ حيث يُلعب بين بطل الدوري وبطل الكأس)، ليتوج بلقبه الثالث على التوالي والخامس في تاريخ البطولة بعد فوزه على نادي غانغون بهدفي زلاتان إبراهيموفيتش في المباراة التي أقيمت على ملعب العمال في العاصمة الصينية بكين.

بدأ الدوري بتعادله أمام ستاد ريمس 2-2، ورغم فوزه على نادي باستيا في الجولة الثانية؛ إلا أنه وقع في فخ التعادل مُجدداً أمام نادي إيفيان إلا أنه استفاق مع نهاية شهر أغسطس بفوزه بخماسية نظيفة على سانت ايتيان.

تواصل تذبذب نتائج الفريق في شهر سبتمبر مع تحقيقه لفوز وحيد وثلاث تعادلات جعلته يتراجع للمركز الرابع بالتشارك مع سانت ايتيان بـ14 نقطة، من ثلاثة انتصارات وخمس تعادلات ومن دون خسارة، خلف كل من أولمبيك مرسيليا المتصدّر بـ19 نقطة، وبوردو الثاني بـ17 نقطة، والثالث ليل الذي يمتلك 15 نقطة بعد مرور ثمان مراحل من الدوري.

وواصل تعادلاته بالتعادل في بداية شهر أكتوبر أمام وصيفه في الموسم الماضي موناكو بهدف لمثله، قبل أن ينتفض ويسجل 6 انتصارات متتالية في أكتوبر ونوفمبر جعلته يحتلّ المركز الثاني بـ43 نقطة بفارق نقطة خلف أولمبيك مرسيليا المتصدّر بـ44 نقطة،

وفي شهر ديسمبر تراجعت نتائج الفريق بشكل كبير، حيث بدأها بالتعادل مع ليل، ورغم فوزه على نانت في الجولة السابعة عشرة إلاّ أنه نتائجه بدأت في الانحدار حيث تلقى أول خسارة له في الدوري في المرحلة الثامنة عشرة أمام نادي غانغون، ثم تعادل في الجولة الموالية مع مونبلييه في نهاية القسم الأول،
 تعادل جعل الفريق يُنهي القسم في المركز الثاني خلف أولمبيك مرسيليا المتصدّر بفارق الأهداف،

ومع بداية القسم الثاني لم يستطع الباريسيون استغلال خسارة الغريم مرسيليا من مونبلييه لاعتلاء الصدارة بعدما خسروا مُجدداً على يد باستيا بأربعة أهداف لاثنين، وفي شهر يناير حقّق الفريق ثلاث انتصارات متتالية جعلته على بعد نقطة واحدة من أولمبيك ليون المُتصّدر، ولكنه عاد لتعثراته مُجدداً في شهري فبراير ومارس حيث شارك خلالهما في سبع مباريات تعادل فيها ثلاث مرات وخسر في واحدة، ورغم تمكّنه من الفوز في ثلاث منها فقط إلاّ أنها مكّنته من اعتلاء صدارة جدول الترتيب مُستفيداً من التعثّرات المتتالية للمنافس أولمبيك ليون،

بعد اعتلائه الصدارة دخل باريس شهر أبريل من أجل التماسك والاحتفاظ بالصدارة في وقت حسّاس قبل ثماني مراحل على نهاية الدوري في ظلّ مطاردة لصيقة من ليون الثاني، البداية كانت من موقعة الفيلودروم في كلاسيكو فرنسا ضد الغريم مرسيليا حين تمكّن الباريسيون من الظفر بالنقاط الثلاث بعد فوزهم بثلاثة أهداف لاثنين، لينتزعوا الصدارة مُجدداً من ليون الذي كان قد اقتنصها مؤقتاً، ثمّ واصل انتفاضته بتحقيقه سبع انتصارات متتالية أخرى في باقي أطوار المسابقة تخلّلتها انتصارات كاسحة منها فوز بسداسية على نادي ليل جعلت الصحافة تصفه بـ«الفريق الذي لا يُقاوم» واكتساح آخر لنادي غانغون بسداسية أيضاً مُسجلاً 28 هدفاً في ثمانية مباريات (بمعدّل 3.5 في المباراة)،  ليُحقّق لقب الدوري للمرة الخامسة في تاريخه والثالثة على التوالي بعد حصده لثلاثة وثمانين نقطة بفارق ثمان نقاط كاملة عن المطارد المباشر أولمبيك ليون.

استهلّ الباريسيون في نهاية عام 2014 حمبة الدفاع عن لقبهم في كأس الرابطة الفرنسية من الدور ثمن النهائي بتخطّيهم لفريق أجاكسيو بثلاثة أهداف لواحد، ثمّ واجهوا سانت ايتيان في ربع النهائي وتجاوزوه بهدف إبراهيموفيتش  ثمّ ليل في نصف النهائي بنفس النتيجة، وفي المباراة النهائية واجه الباريسيون نادي باستيا واكتسحوه برباعية نظيفة بأقدام نجمي الهجوم زلاتان إبراهيموفيتش وإدينسون كافاني (بواقع هدفين لكلّ منهما)، ليظفر بلقبه الخامس في البطولة ويعزّز رقمه القياسي فيها.

في بطولة كأس فرنسا واجه باريس فريق بوردو في دور الـ32 وتخطّاه بصعوبة بنتيجة 2-1، وتخطّى نانت في ثمن النهائي بهدفين نظيفين، ثمّ موناكو في ربع النهائي بنفس النتيجة، ليتأهّ لنصف النهائي الذي واجه فيه نادي سانت إتيان وهزمه بأربعة أهداف لواحد في ليلة تألّق زلاتان إبراهيموفيتش الذي سجل ثلاثية في المباراة قاد بها الفريق للنهائي الذي واجه فيه نادي أوكسير وهزمه بهدف لصفر، ليفوز بلقبه التاسع في البطولة ويحقق أول ثلاثية في تاريخه (بإضافة لقبي الدوري والرابطة).

## التشكيلة
أسماء اللاعبين مع الانتقالات ومشاركاتهم وأهدافهم مع الفريق الباريسي موسم 2014/2015.

### الفريق الأول
ملاحظة: تشير الأعلام إلى المنتخب الوطني على النحو المحدد في قواعد الأهلية للفيفا. قد يحمل اللاعبون أكثر من جنسية واحدة غير تابعة للفيفا.
| الرقم | البلد      | المركز | اللاعب               |
| ----- | ---------- | ------ | -------------------- |
| 1     | فرنسا      | حارس   | نيكولاس دوشيز        |
| 2     | البرازيل   | مدافع  | تياغو سيلفا (القائد) |
| 4     | فرنسا      | وسط    | يوهان كاباي          |
| 5     | البرازيل   | مدافع  | ماركينيوس            |
| 6     | فرنسا      | مدافع  | زومانا كامارا        |
| 7     | البرازيل   | وسط    | لوكاس مورا           |
| 8     | إيطاليا    | وسط    | تياغو موتا           |
| 9     | الأوروغواي | مهاجم  | إدينسون كافاني       |
| 10    | السويد     | مهاجم  | زلاتان إبراهيموفيتش  |
| 14    | فرنسا      | وسط    | بليز ماتويدي         |
| 15    | فرنسا      | مهاجم  | جيان كريستوف باهيباك |

| الرقم | البلد     | المركز | اللاعب                 |
| ----- | --------- | ------ | ---------------------- |
| 16    | فرنسا     | حارس   | مايك ماينان            |
| 17    | البرازيل  | مدافع  | ماكسويل (لاعب كرة قدم) |
| 21    | فرنسا     | مدافع  | لوكاس دينييه           |
| 22    | الأرجنتين | مهاجم  | إزيكييل لافيتزي        |
| 23    | هولندا    | مدافع  | غريغوري فان دير فيل    |
| 24    | إيطاليا   | وسط    | ماركو فيراتي           |
| 25    | فرنسا     | وسط    | أدريان رابيو           |
| 27    | الأرجنتين | وسط    | خافيير باستوري         |
| 30    | إيطاليا   | حارس   | سالفاتوري سيريغو       |
| 32    | البرازيل  | مدافع  | دافيد لويز             |
| 40    | فرنسا     | حارس   | موري دياو              |

### In on loan
ملاحظة: تشير الأعلام إلى المنتخب الوطني على النحو المحدد في قواعد الأهلية للفيفا. قد يحمل اللاعبون أكثر من جنسية واحدة غير تابعة للفيفا.
| الرقم | البلد      | المركز | اللاعب                        |
| ----- | ---------- | ------ | ----------------------------- |
| 19    | ساحل العاج | مدافع  | سيرج أورييه (from نادي تولوز) |

### Out on loan
ملاحظة: تشير الأعلام إلى المنتخب الوطني على النحو المحدد في قواعد الأهلية للفيفا. قد يحمل اللاعبون أكثر من جنسية واحدة غير تابعة للفيفا.
| الرقم | البلد | المركز | اللاعب                         |
| ----- | ----- | ------ | ------------------------------ |
| —     | فرنسا | حارس   | ألفونس أريولا (at نادي باستيا) |
| —     | فرنسا | وسط    | رومان هابران (at نادي سوشو)    |
| —     | فرنسا | مدافع  | جوردان إكوكو (at نادي لوهافر)  |

| الرقم | البلد | المركز | اللاعب                           |
| ----- | ----- | ------ | -------------------------------- |
| —     | فرنسا | مهاجم  | هيرفان أونغيندا (at نادي باستيا) |
| —     | فرنسا | مدافع  | يوسف سابالي (at نادي إيفيان)     |

### Transfers in
ملاحظة: تشير الأعلام إلى المنتخب الوطني على النحو المحدد في قواعد الأهلية للفيفا. قد يحمل اللاعبون أكثر من جنسية واحدة غير تابعة للفيفا.
| الرقم | البلد    | المركز | اللاعب                   |
| ----- | -------- | ------ | ------------------------ |
| —     | البرازيل | مدافع  | دافيد لويز (from تشيلسي) |

### Transfers out
ملاحظة: تشير الأعلام إلى المنتخب الوطني على النحو المحدد في قواعد الأهلية للفيفا. قد يحمل اللاعبون أكثر من جنسية واحدة غير تابعة للفيفا.
| الرقم | البلد    | المركز | اللاعب                     |
| ----- | -------- | ------ | -------------------------- |
| —     | البرازيل | مدافع  | Alex (to إيه سي ميلان)     |
| —     | فرنسا    | وسط    | كينغسلي كومان (to يوفنتوس) |
| —     | فرنسا    | مدافع  | انتوين كونت (to ستاد ريمس) |
| —     | فرنسا    | مدافع  | كريستوف جاليه (to Lyon)    |

| الرقم | البلد | المركز | اللاعب                             |
| ----- | ----- | ------ | ---------------------------------- |
| —     | فرنسا | وسط    | جيريمي مينيز (to إيه سي ميلان)     |
| —     | هايتي | مهاجم  | جان يودس موريس (to نادي تشينايين)  |
| —     | فرنسا | مدافع  | كليمينت شانتوم (to جيروندان بوردو) |

### Appearances and goals
| Player                                     | Position         | Appearances      | Goals            | Profile          |
| First-team squad                           | First-team squad | First-team squad | First-team squad | First-team squad |
| ------------------------------------------ | ---------------- | ---------------- | ---------------- | ---------------- |
| إدينسون كافاني                             | FW               | 53               | 31               | [ 29 ]           |
| بليز ماتويدي                               | MF               | 53               | 5                | [ 30 ]           |
| خافيير باستوري                             | MF               | 51               | 6                | [ 31 ]           |
| ماركو فيراتي                               | MF               | 49               | 3                | [ 32 ]           |
| إزيكييل لافيتزي                            | FW               | 46               | 9                | [ 33 ]           |
| لوكاس مورا                                 | MF               | 46               | 8                | [ 34 ]           |
| دافيد لويز                                 | DF               | 45               | 5                | [ 35 ]           |
| سالفاتوري سيريغو                           | GK               | 45               | 0                | [ 36 ]           |
| ماركينيوس                                  | DF               | 42               | 2                | [ 37 ]           |
| غريغوري فان دير فيل                        | DF               | 41               | 1                | [ 38 ]           |
| ماكسويل (لاعب كرة قدم)                     | DF               | 40               | 4                | [ 39 ]           |
| تياغو سيلفا                                | DF               | 40               | 2                | [ 40 ]           |
| تياغو موتا                                 | MF               | 38               | 0                | [ 41 ]           |
| زلاتان إبراهيموفيتش                        | FW               | 37               | 30               | [ 42 ]           |
| يوهان كاباي                                | MF               | 35               | 2                | [ 43 ]           |
| أدريان رابيو                               | MF               | 32               | 4                | [ 44 ]           |
| جيان كريستوف باهيباك                       | FW               | 24               | 3                | [ 45 ]           |
| لوكاس دينييه                               | DF               | 24               | 0                | [ 46 ]           |
| نيكولاس دوشيز                              | GK               | 15               | 0                | [ 47 ]           |
| زومانا كامارا                              | DF               | 10               | 1                | [ 48 ]           |
| Loaned in during the season                |                  |                  |                  |                  |
| سيرج أورييه                                | DF               | 16               | 1                | [ 49 ]           |
| أكادمية باريس سان جيرمان                   |                  |                  |                  |                  |
| جان كيفن أوغستين                           | FW               | 1                | 0                | [ 50 ]           |
| Jeremi Kimmakon                            | MF               | 1                | 0                | [ 51 ]           |
| بريسنيل كيمبيمبي                           | DF               | 1                | 0                | [ 52 ]           |
| Transferred / loaned out during the season |                  |                  |                  |                  |
| كليمينت شانتوم                             | MF               | 12               | 1                | [ 53 ]           |
| هيرفان أونغيندا                            | FW               | 1                | 0                | [ 54 ]           |
| Own goals                                  | Own goals        | Own goals        | 4                |                  |
| Total goals                                | Total goals      | Total goals      | 122              |                  |